# Imma cyanospora
Imma cyanospora is een vlinder uit de familie van de Immidae. De wetenschappelijke naam van de soort is voor het eerst geldig gepubliceerd in 1926 door Edward Meyrick.